# Milét

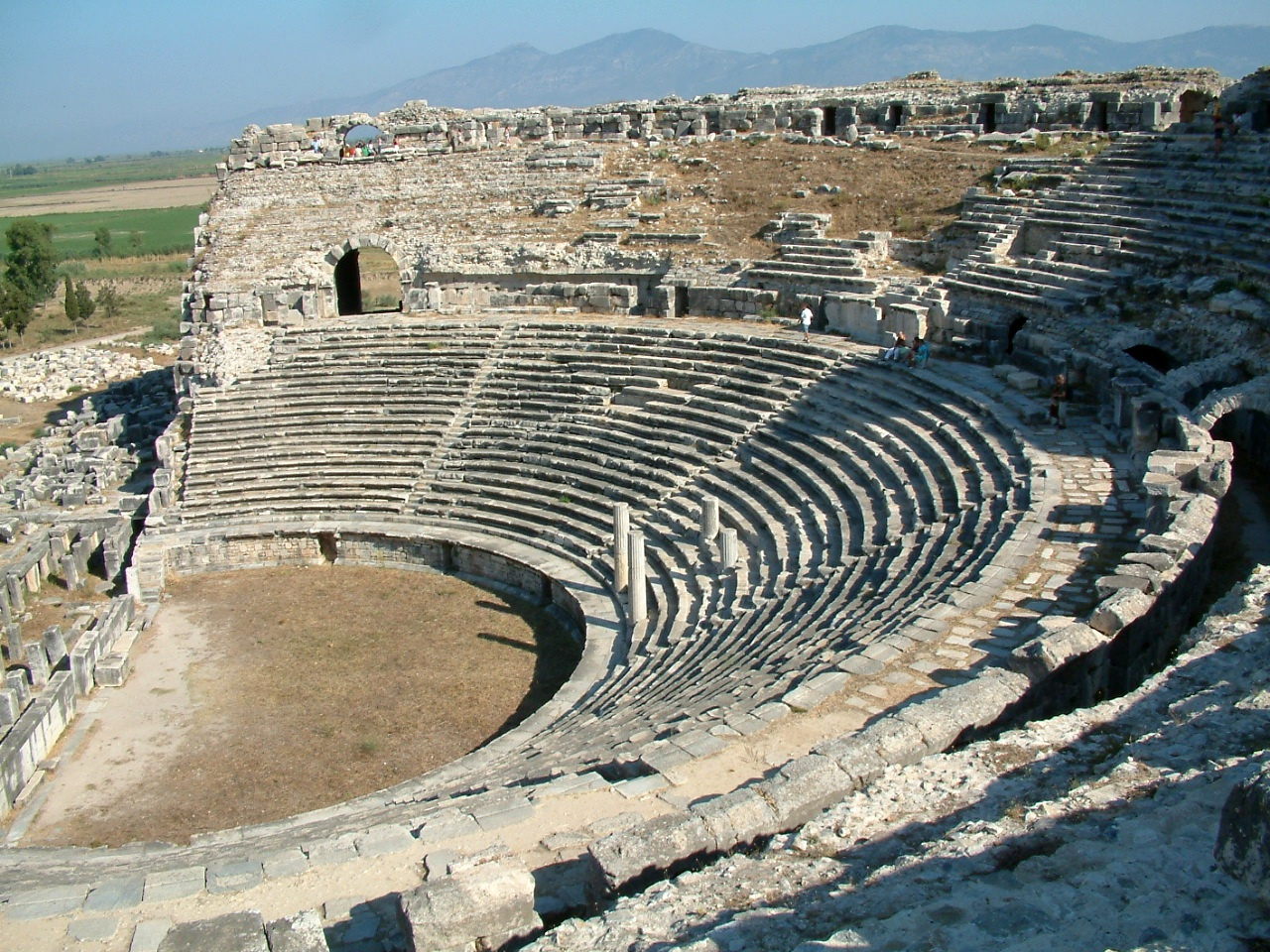
Divadlo v Milétu (5. stol. př. n. l.)

Milét (řecky Μίλητος, Mílétos, lat. Miletus) bylo významné starověké město v jihozápadním cípu Anatolie při ústí řeky Meandros. Milétská škola je jedním z počátků řecké filosofie a vědy a město Milét se několikrát zmiňuje v Novém zákoně.

## Popis

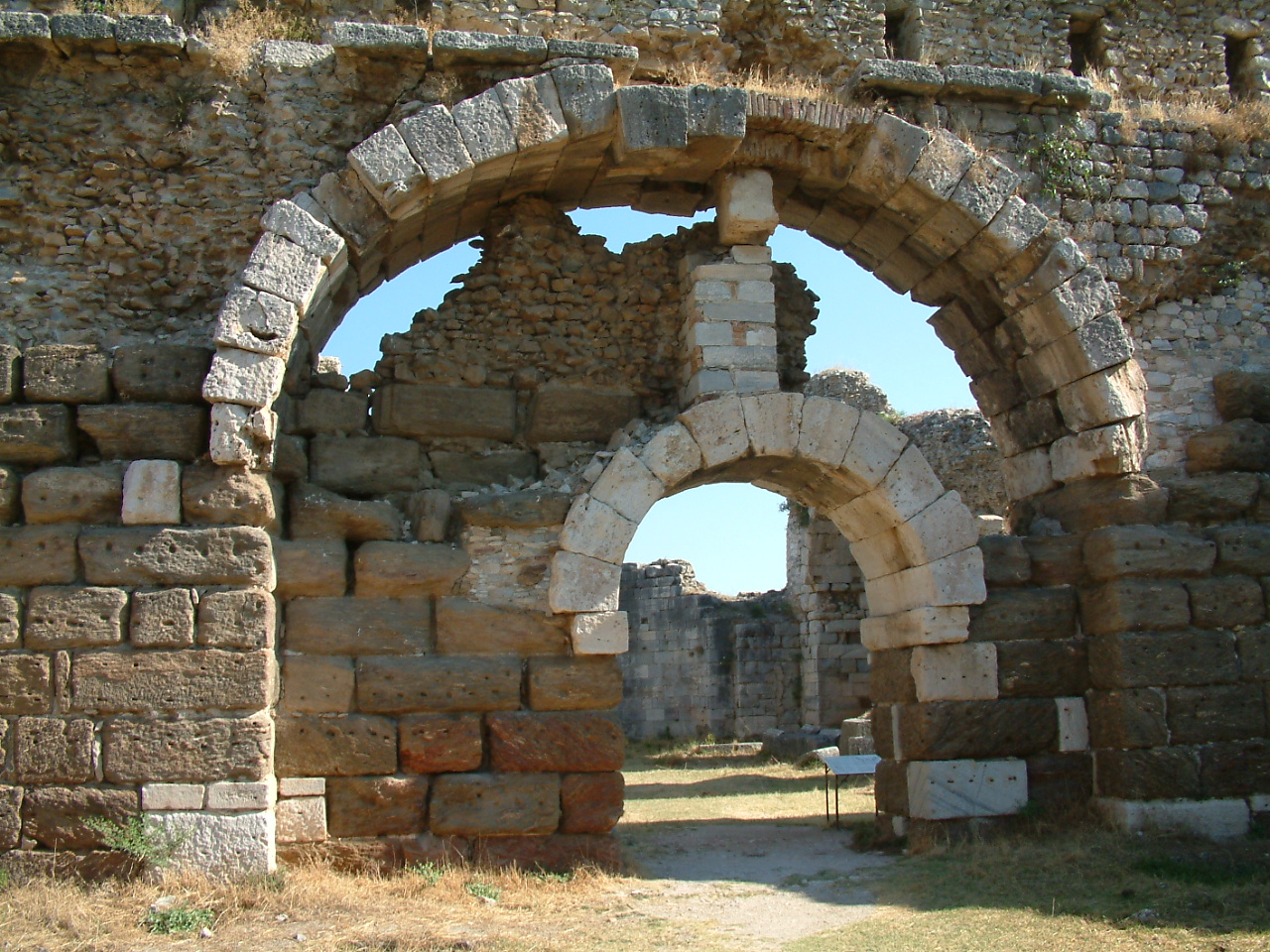
Lázně v Milétu

Milét ležel při ústí řeky Meandru (turecky Büyük Menderes)o moře, asi 60 km jihozápadně od města Aydin a asi 5 km severně od Akkoy v dnešním Turecku. Místo bylo osídleno nejpozději v neolitu a později bylo významným přístavem. Usazeniny řeky postupně zanášely záliv a od počátku našeho letopočtu vzdalovaly město od moře. Na počátkem novověku bylo město opuštěno. Dnešní zříceniny leží asi 10 km od pobřeží.
Ze starověkého města se zachovalo divadlo z 5. století př. n. l., Faustininy lázně z římské doby, byzantský hrad a turecká mešita Ilias Beje. Od roku 1873 na místě probíhají archeologické výzkumy, dnes pod vedením univerzity v Bochumi. Brána k milétskému tržišti byla kámen po kameni odvezena do Berlína a je dnes vystavena v Pergamonském muzeu.

## Historie

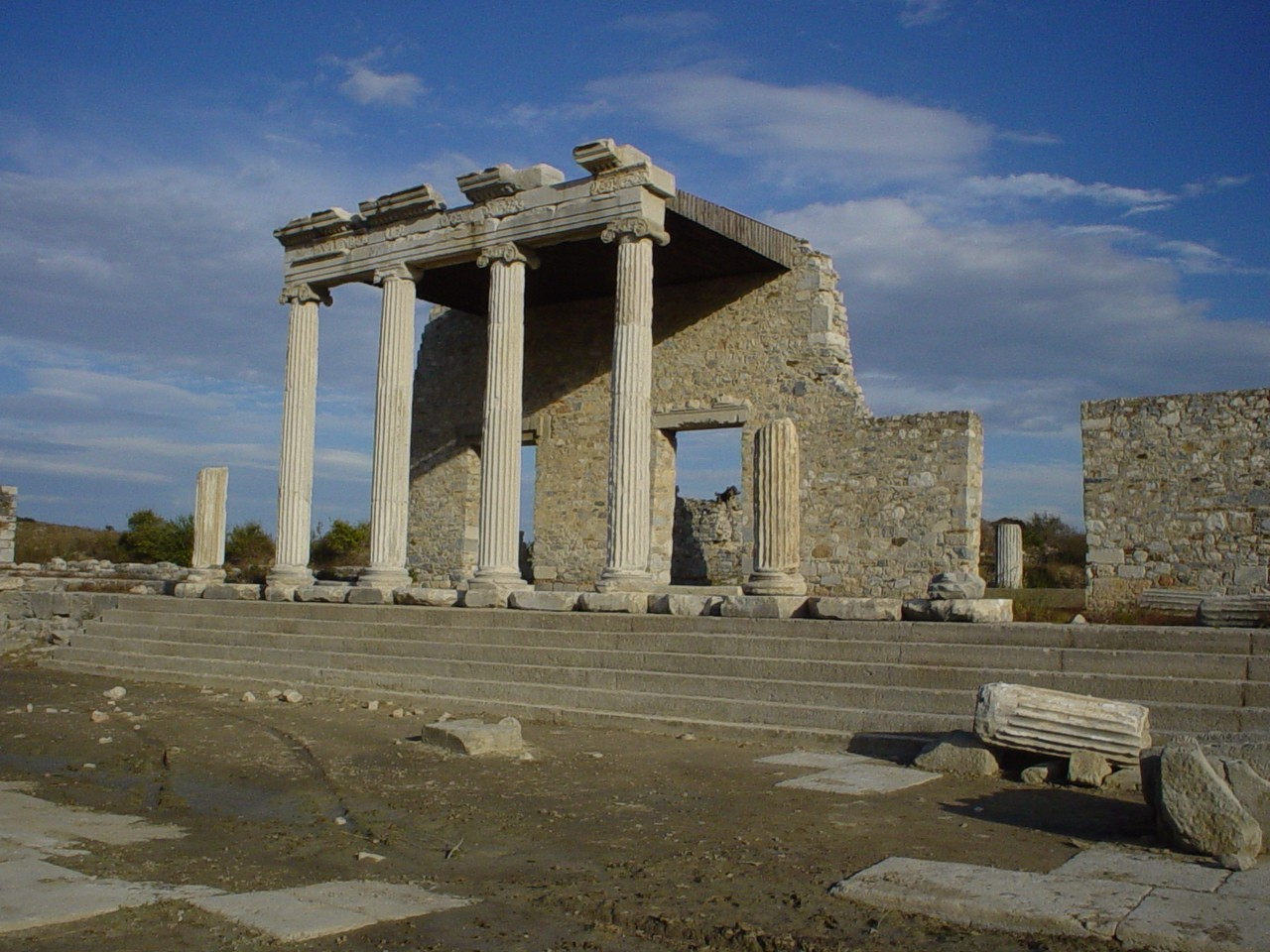
Stoa v Milétu

V rané době bronzové bylo sídlo pod krétským (mínójským) vlivem, od 13. století se zde usídlovali Kárové a první Řekové – Achájové. Podle tzv. Kroniky parské bylo město založeno v roce 1067 př. n. l. Město se vzbouřilo proti Chetitům, ve 12. stol. př. n. l. bylo zničeno a od roku 1000 př. n. l. je znovu osídlili iónští Řekové. Podle Homéra bylo město v době Trojské války kárské, později bylo součástí iónské ligy a v 7. století př. n. l. zde vznikla první řecká filosofická škola: žili zde Thalés z Mílétu, Anaximandros, Anaximenés a další. Působili zde rovněž historik Hekataios a architekt Hippodámos. Kolem roku 500 se město vzbouřilo proti Peršanům a bylo za to krutě potrestáno. Roku 479 př. n. l. je Řekové osvobodili a Míléťané pak založili mnoho dalších kolonií na pobřeží Malé Asie a také město Odessos, dnešní Varnu v Bulharsku.
V římské době město neobyčejně rozkvetlo, jak o tom svědčí i zachované stavby, a nejméně dvakrát (snad v letech 57 a 66) je navštívil apoštol Pavel, který zde založil křesťanskou obec. V byzantské době město ztratilo na významu, ve 12. stol. je obsadili seldžučtí a v 15. století osmanští Turci. Město, které už nemohlo sloužit jako přístav, bylo pak brzy opuštěno.

## Odkazy

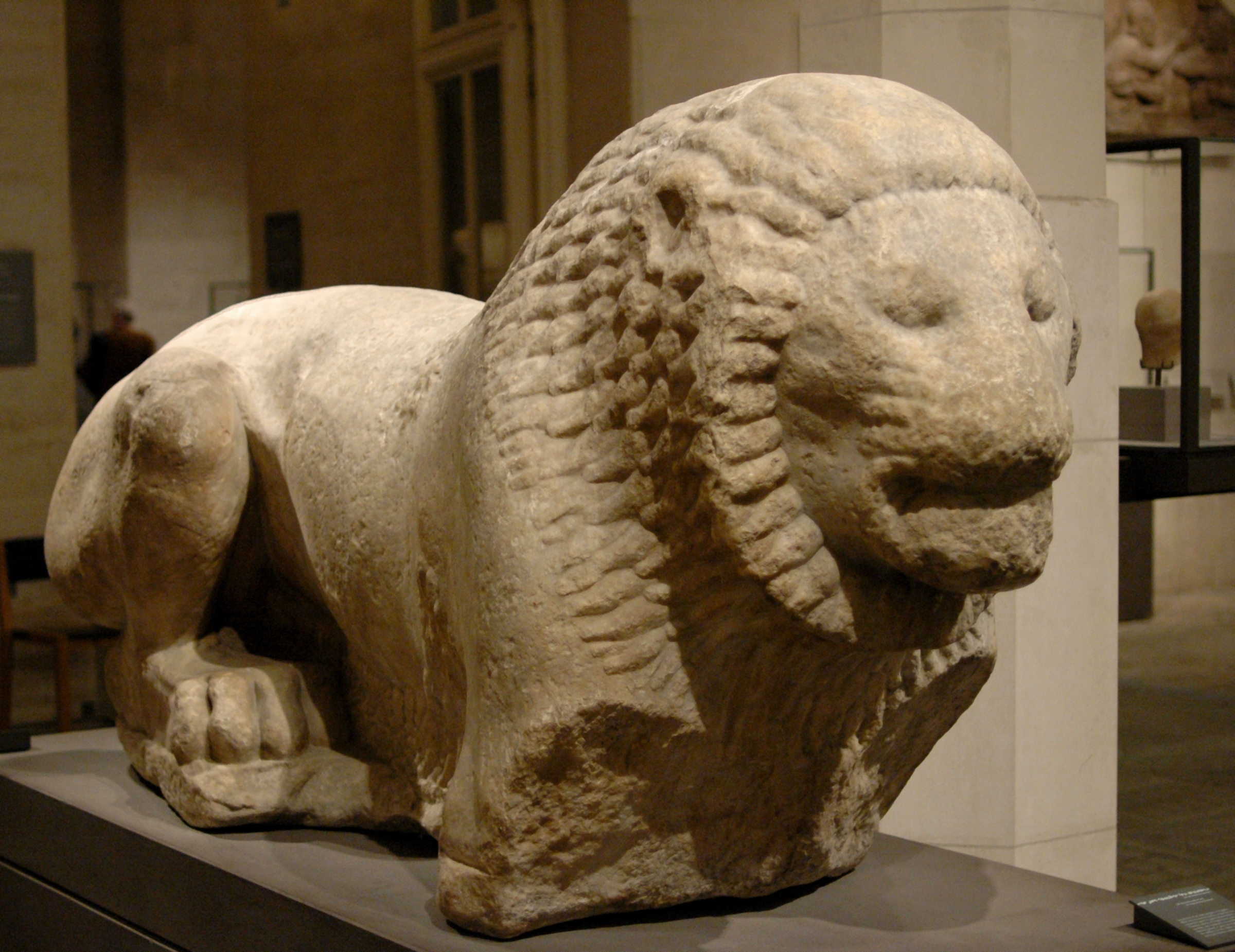
Mramorový lev z náhrobku (Kolem 500 př. n. l., Louvre)